# Chi Sữa đông
Chi Sữa đông hay chi Doong (danh pháp khoa học: Galium, từ tiếng Hy Lạp "gala" nghĩa là sữa) là một chi lớn chứa khoảng 400 loài cây thân thảo sống một năm hay lâu năm trong họ Thiến thảo (Rubiaceae), chủ yếu trong khu vực ôn đới của cả Bắc lẫn Nam bán cầu. Tại Việt Nam có thể có một vài loài của chi này, nhưng ngay trong cả Cây cỏ Việt Nam năm 1999 của Phạm Hoàng Hộ thì người ta vẫn chưa có định danh chính xác. Tên gọi sữa đông là do trong một số loài có enzym làm đông sữa.

## Sử dụng
Một vài loài trong chi Galium đã từng được sử dụng làm thuốc nhuộm màu đỏ trong thời kỳ Anglo-Saxon tại Anh.

## Một số loài
- Galium aetnicum
- Galium album
- Galium angulosum
- Galium aparine
- Galium arenarium
- Galium arkansanum
- Galium asprellum
- Galium australe
- Galium azuayicum
- Galium baldense
- Galium bifolium
- Galium boreale
- Galium brevipes
- Galium catalinense

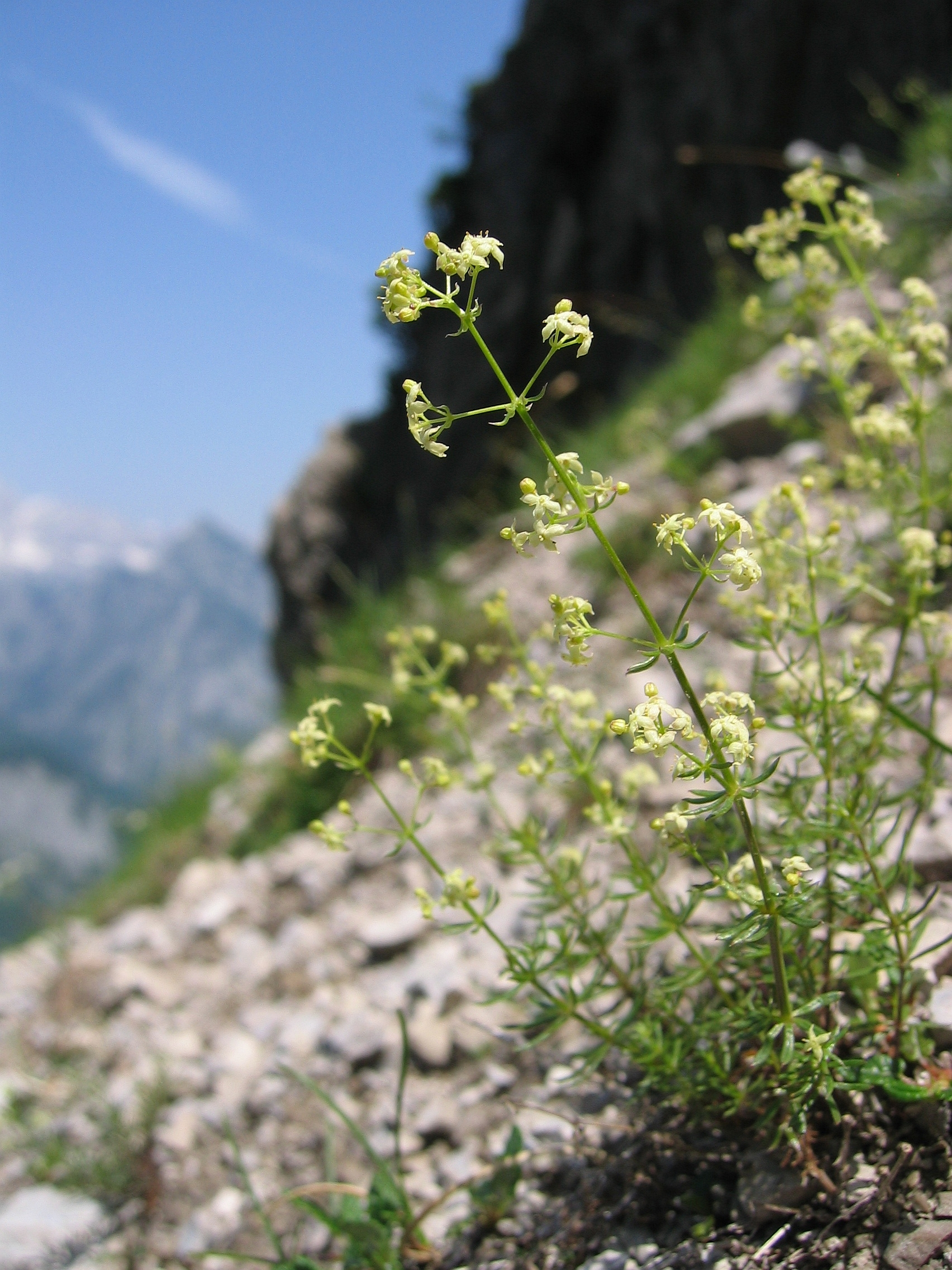
Galium truniacum

  - Galium catalinense ssp. catalinense
- Galium ciliare
- Galium circaezans
- Galium concinnum
- Galium constrictum
- Galium corrudaefolium
- Galium debile
- Galium divaricatum
- Galium ecuadoricum
- Galium elongatum
- Galium firmum
- Galium flaccidum
- Galium fleurotii
- Galium fosbergii
- Galium gaudichaudii
- Galium glaucum
- Galium humifusum
- Galium hypocarpium
- Galium kamtschaticum
- Galium labradoricum
- Galium lanceolatum
- Galium longifolium
- Galium lucidum
- Galium mexicanum
- Galium multiflorum
- Galium murale
- Galium nigroramosum
- Galium normanii
- Galium obliquum
- Galium obtusum
- Galium odoratum
- Galium oelandicum
- Galium olympicum
- Galium palustre
- Galium parisiense
- Galium pilosum
- Galium pumilum
- Galium rotundifolium
- Galium rubioides
- Galium rubrum
- Galium saxatile
- Galium schultesii
- Galium spurium
- Galium sterneri
- Galium suecicum
- Galium sylvaticum
- Galium tinctorium
- Galium tricornutum
- Galium trifidum
- Galium triflorum
- Galium truniacum
- Galium uliginosum
- Galium valdepilosum
- Galium verum

## Hình ảnh

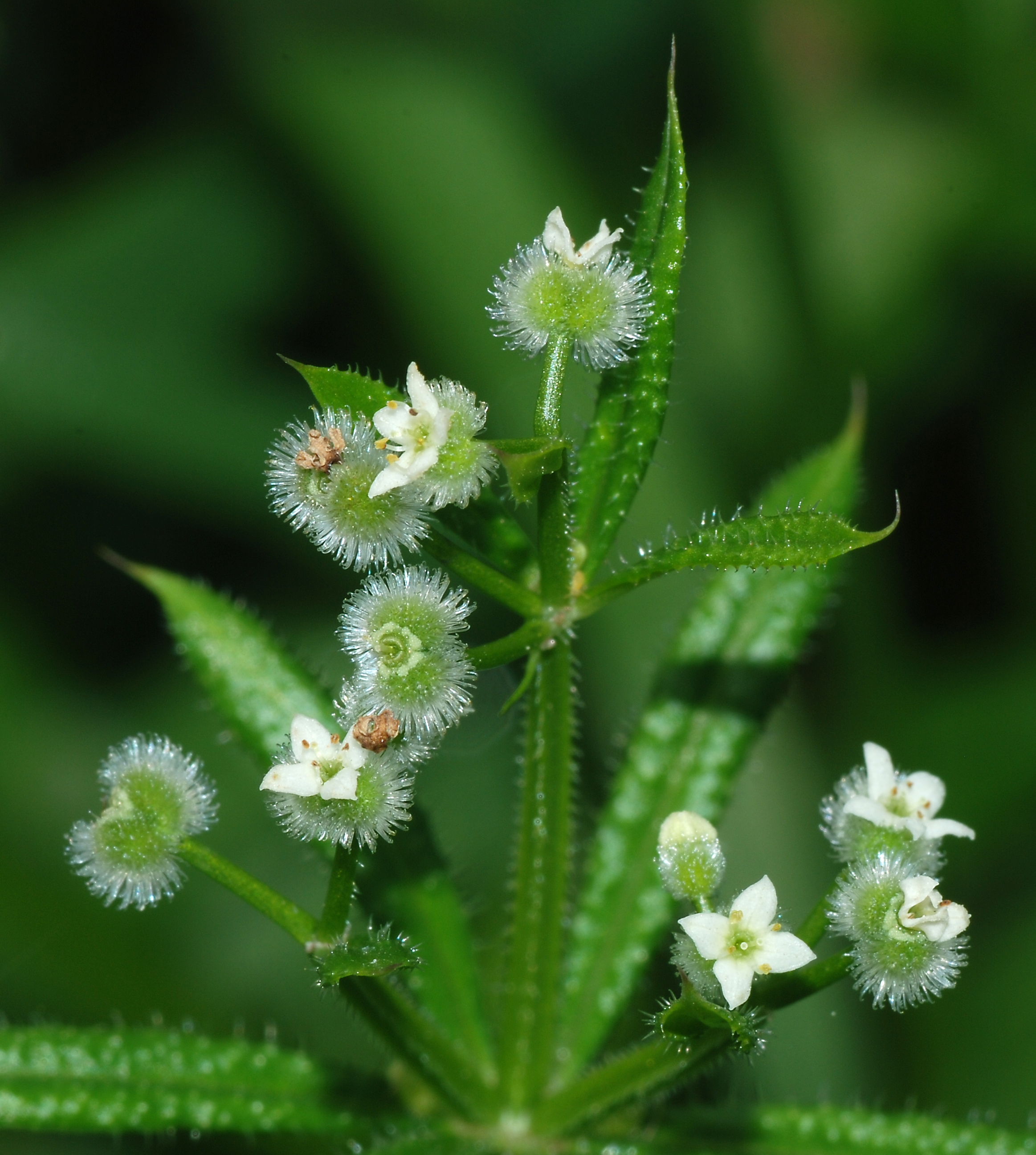
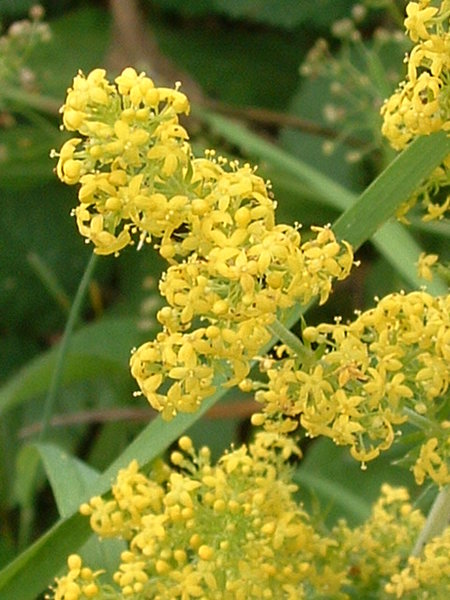
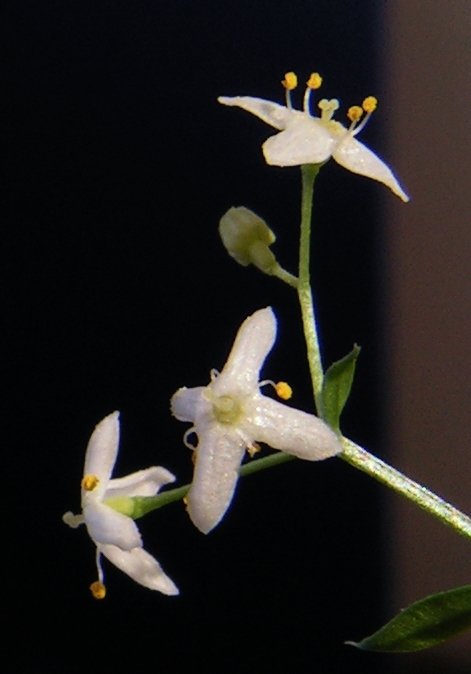
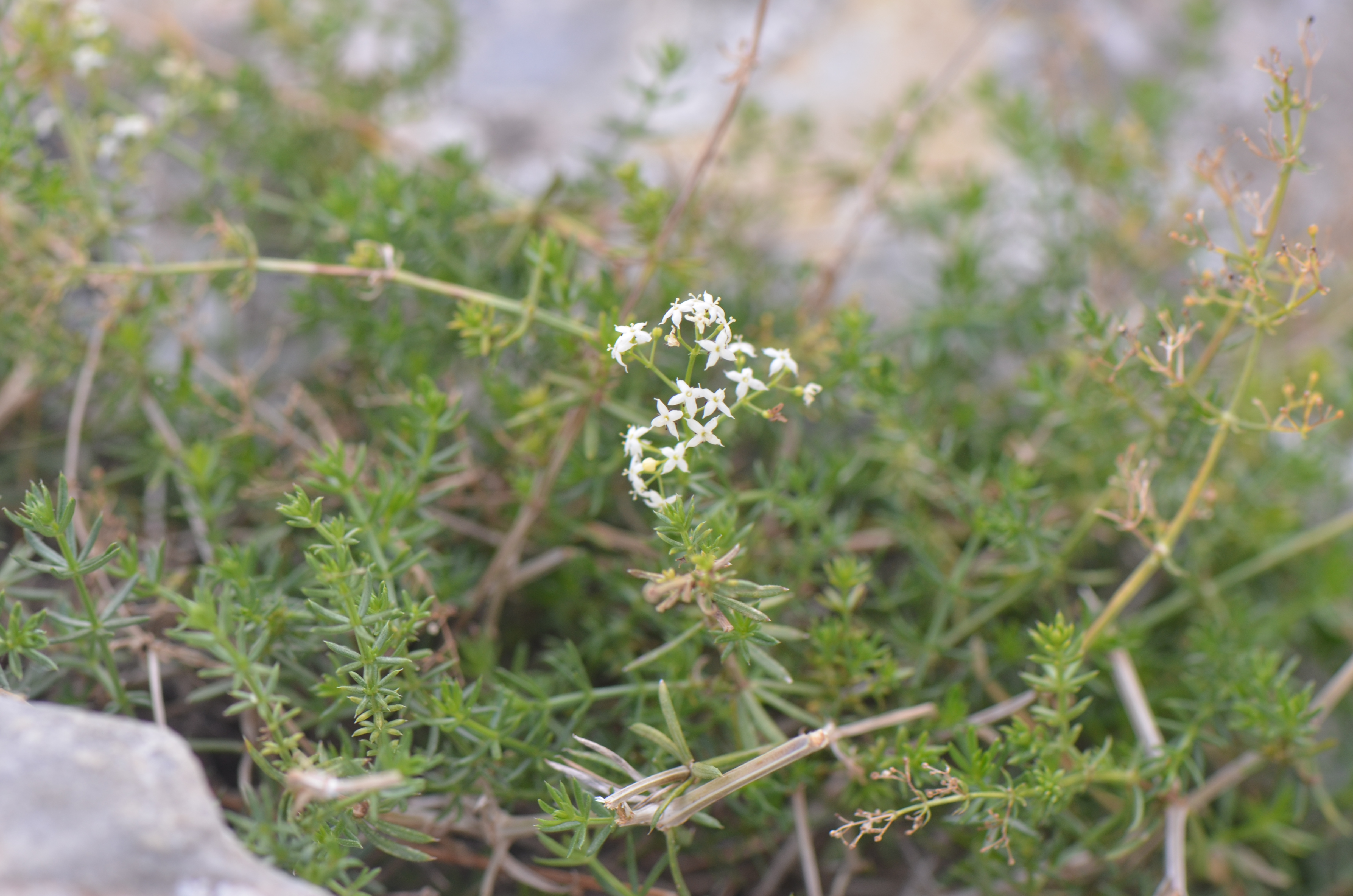